# Rollin S. Sturgeon
Rollin S. Sturgeon, all'anagrafe Rollin Summers Sturgeon (Rock Island, 25 agosto 1877 – Santa Monica, 10 maggio 1961), è stato un regista e sceneggiatore statunitense del cinema muto.

## Biografia
Nato nell'Illinois, a Rock Island, esordì come regista nel 1911 in A Little Lad in Dixie, un film prodotto dalla Vitagraph.
Cineasta che lavorò esclusivamente nel periodo del muto, nella sua carriera durata dal 1910 al 1924 Sturgeon diresse oltre un centinaio di pellicole e prese parte a sei film come soggettista o sceneggiatore.
Rollin S. Sturgeon morì a Santa Monica, in California, il 10 maggio 1961 all'età di 83 anni.

## Filmografia

### Regista
- A Little Lad in Dixie - cortometraggio (1911)
- The Trapper's Daughter - cortometraggio (1911)
- A Western Heroine - cortometraggio (1911)
- Her Cowboy Lover - cortometraggio (1911)
- The Half-Breed's Daughter - cortometraggio (1911)
- The Black Chasm - cortometraggio (1911)
- The Heart of a Man - cortometraggio (1912)
- Justice of the Desert - cortometraggio (1912)
- How States Are Made - cortometraggio (1912)
- The Price of Big Bob's Silence (1912)
- The Craven - cortometraggio (1912)
- Sheriff Jim's Last Shot - cortometraggio (1912)
- The Greater Love - cortometraggio (1912)
- The Redemption of Ben Farland - cortometraggio (1912)
- Il trionfo del diritto (The Triumph of Right) - cortometraggio (1912)
- The Prayers of Manuelo - cortometraggio (1912)
- Her Brother - cortometraggio (1912)
- At the End of the Trail - cortometraggio (1912)
- After Many Years - cortometraggio (1912)
- The Redemption of Red Rube - cortometraggio (1912)
- The Fatherhood of Buck McGee
- Too Much Wooing of Handsome Dan - cortometraggio (1912)
- The Ancient Bow - cortometraggio (1912)
- A Wasted Sacrifice - cortometraggio (1912)
- The Road to Yesterday; or, Memories of Patio Days - cortometraggio (1912)
- The Troubled Trail - cortometraggio (1912)
- Bill Wilson's Gal - cortometraggio (1912)
- When California Was Young - cortometraggio (1912)
- The Spirit of the Range - cortometraggio (1912)
- Out of the Shadows - cortometraggio (1912)
- Timid May - cortometraggio (1912)
- Omens of the Mesa - cortometraggio (1912)
- Natoosa - cortometraggio (1912)
- The Hat - cortometraggio (1912)
- The Better Man (1912)
- A Bit of Blue Ribbon - cortometraggio (1913)
- The Angel of the Desert - cortometraggio
- The Winning Hand - cortometraggio (1913)
- The Joke on Howling Wolf - cortometraggio (1913)
- The Smoke from Lone Bill's Cabin - cortometraggio
- The Whispered Word - cortometraggio (1913)
- Polly at the Ranch - cortometraggio
- A Corner in Crooks - cortometraggio
- When the Desert Was Kind - cortometraggio
- The Deceivers - cortometraggio (1913)
- According to Advice - cortometraggio
- A Matter of Matrimony - cortometraggio
- The Two Brothers - cortometraggio (1913)
- Bedelia Becomes a Lady - cortometraggio
- After the Honeymoon - cortometraggio (1913)
- The Power That Rules - cortometraggio
- Cinders - cortometraggio (1913)
- The Sea Maiden - cortometraggio
- The Wrong Pair - cortometraggio
- What God Hath Joined Together - cortometraggio
- The Spell - cortometraggio
- The Courage of the Commonplace - cortometraggio
- The Ballyhoo's Story - cortometraggio
- At the Sign of the Lost Angel - cortometraggio
- Big Bob Waits - cortometraggio
- Their Interest in Common - cortometraggio
- Silent Trails - cortometraggio
- Tony, the Greaser - cortometraggio (1914)
- The Sea Gull - cortometraggio (1914)
- Captain Alvarez
- The Little Angel of Canyon Creek
- The Sage-Brush Gal - cortometraggio
- The Chalice of Courage
- A Child of the North - cortometraggio
- The Lorelei Madonna - cortometraggio
- The Woman's Share - cortometraggio
- Love and Law - cortometraggio (1915)
- Bill Peter's Kid - cortometraggio
- Bitter Sweet, co-regia di Jack Conway - cortometraggio (1916)
- God's Country and the Woman (1916)
- Through the Wall (1916)
- The Mystery of Lake Lethe - cortometraggio (1917)
- The American Consul (1917)
- Whose Wife?
- Edged Tools (1917)
- The Upper Crust (1917)
- The Rainbow Girl (1917)
- The Calendar Girl (1917)
- Betty and the Buccaneers (1917)
- A Petticoat Pilot (1918)
- The Shuttle (1918)
- Unclaimed Goods (1918)
- Hugon, the Mighty (1918)
- Destiny (1919)
- Pretty Smooth (1919)
- The Sundown Trail (1919)
- The Girl in the Rain (1920)
- The Breath of the Gods (1920)
- In Folly's Trail (1920)
- The Gilded Dream (1920)
- Risky Business, co-regia di Harry B. Harris (1920)
- The Mad Marriage (1921)
- All Dolled Up (1921)
- Danger Ahead
- North of the Rio Grande (1922)
- West of the Water Tower
- Daughters of Today (1924)

### Sceneggiatore
- Uncle Tom's Cabin, regia di James Stuart Blackton (1910)